# 孔闻诗 (进士)
孔闻诗（？—？），字知言，又字四可，号过庭，山东曲阜人，同進士出身，孔子六十二代孙，属盛果户。

## 生平
万历四十六年（1618年）中戊午科山東鄉試舉人。天启二年（1622年）登壬戌科同進士。与族兄弟孔闻謤同榜登科，吏部观政。天啟五年（1625年）任中书科中书舍人，崇祯元年（1628年）考选，升吏科给事中，条上吏治、边防等八事，崇祯帝称赞并采纳了建议。崇祯四年（1631年）升任礼科右给事中。同年，因为母亲去世，丁忧回乡。
崇祯七年（1634年）孔闻诗出任井陉兵备副使。崇禎十年（1637年）因与镇守内臣意见不合降调大梁督粮道参议。次年，致仕辞官回乡。清兵入关后，孔闻诗被强迫入京，他假装患了青盲，在登上吏部台阶时摔倒不起，于是避免了被逼做官。孔闻诗家居常头戴竹皮冠，身着汉人村野平民传统的服装，绝不穿由于当时满清的剃发易服政策而强行在社会中推广的满族服饰款式，帽子上常常缀着一枚崇祯铜钱。

## 家族
孔闻诗夫人众多，传说有十八位，有子十一人，孔贞、孔贞煃、孔贞炌、孔贞灿、孔贞、孔贞煐、孔贞辉、孔贞烷、孔贞烜、孔贞爝、孔贞焜。

## 墓葬
孔闻诗的墓地位于孔林中部偏南道北。墓碑立于康熙二十一年（1682年），碑高3.7米，宽1.29米，厚0.48米，上书“赐进士出身、直隶井陉兵备道副使、前吏礼两科右给事中过庭孔公墓”，右刻“赐进士出身吏部稽核勋清吏司主事加一级后学颜光敏沐手拜书。公讳闻诗，字四可，号过庭。戊午科举人，壬戌科进士，至圣六十二代孙。”